# Willem Delsaux
Guillaume-Charles-Liévin Delsaux (Willem) Delsaux (Elsene, 4 mei 1862 - Grimbergen, 28 augustus 1945) was een Belgische landschapschilder, graficus en keramist.

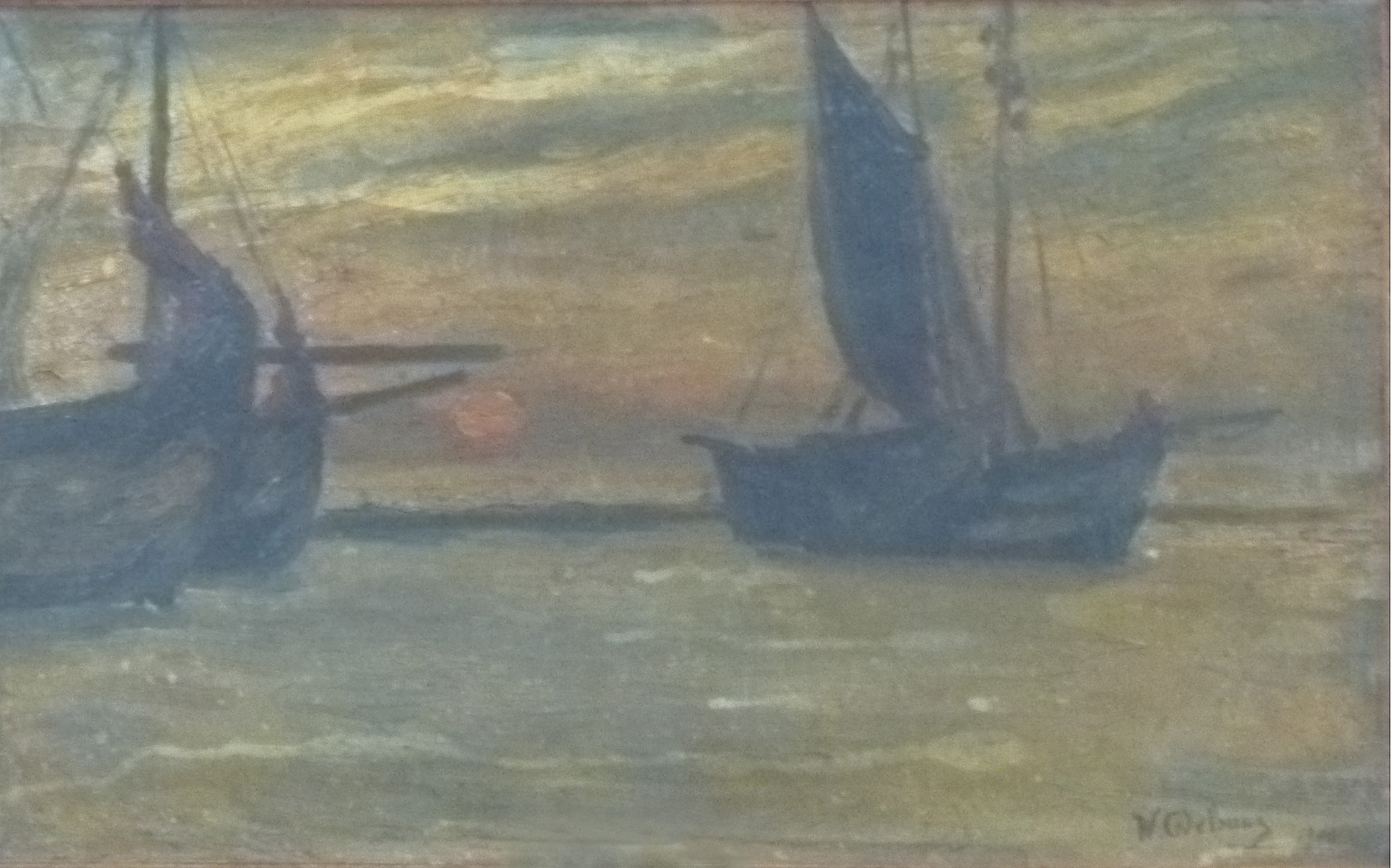
Marine (privébezit)

## Loopbaan
Delsaux begon met een studie rechten, maar al na een jaar gaf hij die op. Hij verkoos een artistieke carrière en volgde van 1878 tot 1880 een opleiding decoratieve schilderkunst aan de Academie voor Schone Kunsten in Brussel. Daar kreeg hij les van onder meer de landschapschilder Joseph Quinaux. Delsaux kon zich niet vinden in academische conventies en daarom was zijn studieverhaal kort. Hij volgde hierna nog enige tijd lessen in de School voor Schone Kunsten van Parijs.
Nadat hij zijn studies had beëindigd, ging hij zelfstandig wonen en werken in Brussel. Hij woonde een tijdlang samen met Henry de Groux en William de Gouve de Nuncques. In die periode organiseerde hij enkele individuele tentoonstellingen.
In 1907 vestigde hij zich in Bouffioulx en startte er een pottenbakkerij. Hij paste de oude technieken en versiermethoden uit de streek toe op eigen creaties. Andere Belgische kunstenaars uit zijn tijd waren ook een tijdlang actief als keramisten: Guerin Roger, Arthur Cracco, Omer Coppens, Willy Finch.
In 1911 richtte hij de Poterie de l’Escarboucle op maar de oorlog doorkruiste de werking van zijn firma.
Delsaux werd leraar aan de Université du Travail in Charleroi waar hij decoratieve kunsten, tekenen, schilderen en keramiek onderwees. Na de oorlog kwam hij zich weer in Brussel vestigen.
Hij was lid van de kunstenaarsverenigingen L'Essor, Les Indépendants, L'Estampe en van L'Union des Arts.

## Persoonlijk
Hij huwde Amélie Moreau uit Sint-Truiden in 1891. Zij hadden vier kinderen onder wie Claire Delsaux (1893-1976), een stilleven- en landschapschilderes.

## Oeuvre
Willem Delsaux schilderde voornamelijk marines, stadsgezichten en landschappen. Maar hij was ook ee,n bekwaam etser, lithograaf en beeldhouwer.
De regio’s en sites die hij bezocht en uitbeeldde waren onder meer: Brussel en omgeving, Doel en de Antwerpse Polders, Zeeland (o.a. Viane), de Kempen, Sint-Truiden, Bouffioulx, het stroomgebied van de Samber, Sart-Eustache bij Fosse, Charleroi.

## Teksten
In 1904 publiceerde hij “Les contes du Fleuve et de la Mer” in "La Ligue Artistique".

## Tentoonstellingen
Delsaux nam deel aan verschillende tentoonstellingen in Parijs, Londen, Brussel, Gent en Antwerpen. Hij kreeg in 1972 een retrospectieve tentoonstelling in de Cercle Artistique de Charleroi

## Musea en openbare verzamelingen
- Bergen (Mons), Musée des Beaux-Arts
- Doornik (Tournai), Musée des Beaux-Arts
- Mechelen, Stedelijke Musea
- Antwerpen, Vleeshuis
- Arlon, Musée Gaspar
- Brussel, Hotel Charlier
- Sint-Joost-ten-Node, Gemeentelijke verzameling
- Schaarbeek, Gemeentelijke verzameling
- Elsene
- Brussel, Camille Lemonniermuseum
- Knokke-Heist

In 1884 kocht koning Leopold II het werk “Montée à Furnfoo” tijdens het Driejaarlijks Salon in Brussel.
- RKD-Nederlands Instituut voor Kunstgeschiedenis: 21827
- Union List of Artist Names: 500426590
- Virtual International Authority File: 1557153596623251900007